# Reibpartie

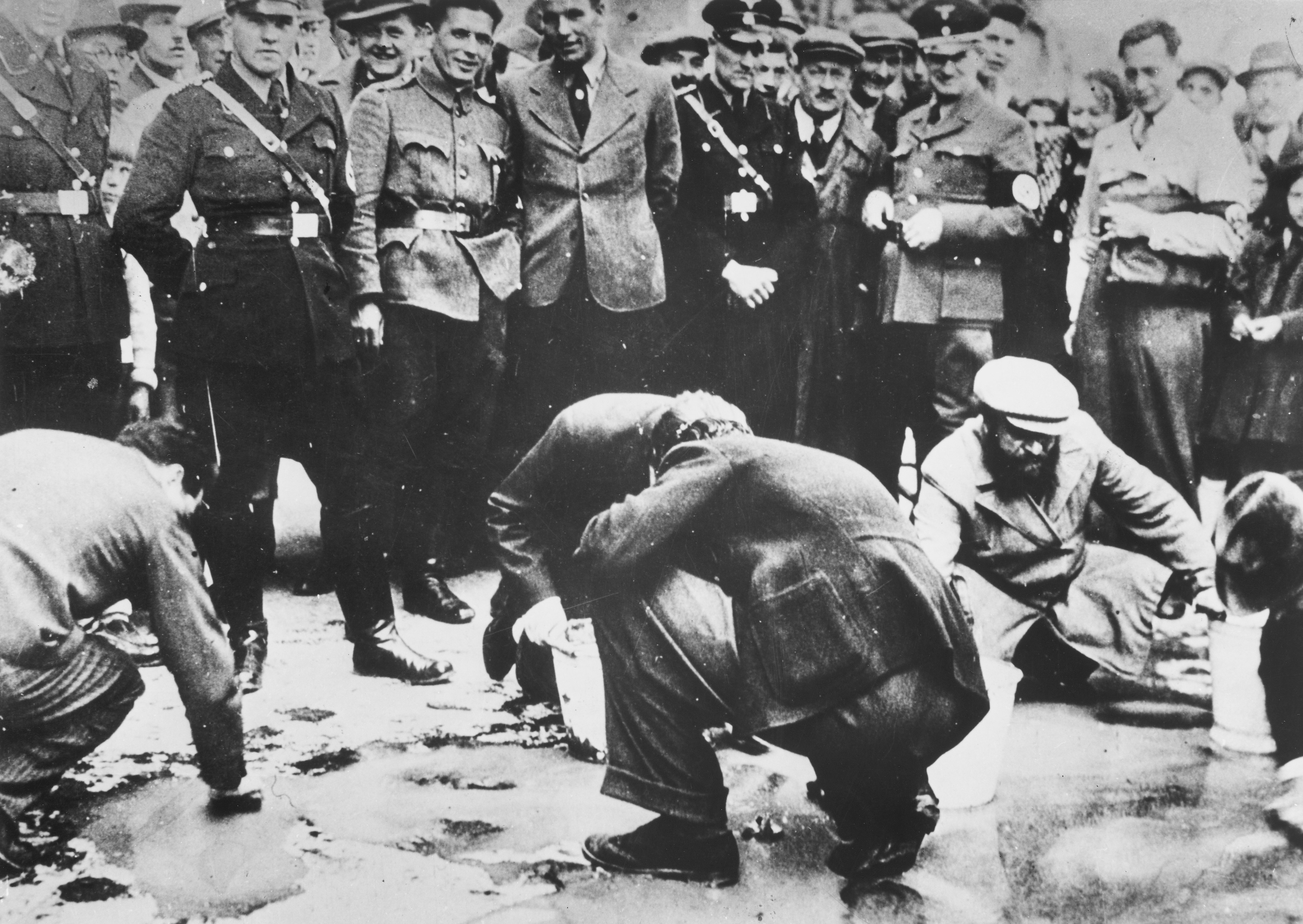
Direkt nach dem „Anschluss“ wurden die Wiener Juden unter Beteiligung der Bevölkerung gezwungen, in „Reibpartien“ pro-österreichische Slogans von den Gehsteigen zu putzen.

Als Reibpartie bezeichnete man im österreichischen politischen Jargon der 1930er Jahre Gruppen von politischen Gegnern, die zum demütigenden öffentlichen Abwaschen, umgangssprachlich „Ausreiben“, das heißt Entfernen politischer Slogans, die den jeweiligen Machthabern unerwünscht waren, gezwungen wurden.

## Vorgeschichte: Die „Putzscharen“ des Ständestaats
Das autoritäre Regime des Ständestaats setzte seit dem Sommer 1933 das Instrument der „Putzscharen“ gegen die Schmierereien der illegalen Nationalsozialisten ein: Ortsbekannte NS-Anhänger wurden gezwungen, die heimlich angebrachten Parolen ihrer Gruppierung öffentlich zu beseitigen. Der Begriff kann in ironischer Analogie zu martialischen Ausdrücken des Politischen Katholizismus wie Sturmschar, in Österreich etwa „Ostmärkische Sturmscharen“, verstanden werden. Allerdings zeigte sich die Schwäche des katholisch-autoritären Systems sehr deutlich. Immer wieder verweigerten Personen die Arbeit in der Putzschar; es gab auch laufend Beschwerden. In einem Rundschreiben an alle Sicherheitsdirektoren und Bundespolizeidirektionen stellte deshalb die Generaldirektion für die öffentliche Sicherheit im November 1933 fest, es sei sinnvoll, „bei der Zusammenstellung der sogenannten Putzscharen im Interesse der Wahrung des Ansehens und der Autorität der Behörden von der Heranziehung öffentlicher Angestellter abzusehen, sofern nicht unmittelbare Täterschaft vorliegt oder die betreffenden Personen durch ihre gegenwärtige Haltung die strafbare Handlung nicht begünstigt oder gefördert haben. Die Putzscharen des Ständestaates wurden in der Folge zwar als „Rechtfertigung“ für die „Reibpartien“ des Jahres 1938 genannt, waren aber doch weit harmloser.

## Anschlusspogrom
Ganz andere Ausmaße der Demütigung und Verhöhnung bedeuteten die „Reibpartien“ Straßen waschender Juden im Zusammenhang mit dem Anschlusspogrom im März 1938. Die vorherige Mobilisierung der NS-Gegner im Rahmen des von Kanzler Kurt Schuschnigg geplanten Plebiszits hatte zu zahlreichen antinazistischen und pro-österreichischen Slogans vor allem im Wiener Stadtbild geführt. Zur möglichst raschen Beseitigung dieser Parolen wurden nur vereinzelt politische Regimegegner, hauptsächlich aber am politischen Kampf vollkommen unbeteiligte jüdische Mitbürger, herangezogen.
Die Reibpartien gehören daher zu den auch für außenstehende Beobachter wie George Eric Rowe Gedye schockierendsten Phänomenen des März 1938. Der Schriftsteller Carl Zuckmayer beschrieb diese Tage in seiner Autobiografie (1966) als Alptraumgemälde des Hieronymus Bosch […]. Die Luft war von einem unablässig gellenden, wüsten, hysterischen Gekreische erfüllt, aus Männer- und Weiberkehlen, das tage- und nächtelang weiterschrillte. Und alle Menschen verloren ihr Gesicht, glichen verzerrten Fratzen: die einen in Angst, die andren in Lüge, die andren in wildem, haßerfülltem Triumph. […] Ich erlebte die ersten Tage der Naziherrschaft in Berlin. Nichts davon war mit diesen Tagen in Wien zu vergleichen. […] Was hier entfesselt wurde, war der Aufstand des Neids, der Mißgunst, der Verbitterung, der blinden, böswilligen Rachsucht – und alle anderen Stimmen waren zum Schweigen verurteilt.

## Bewertung
Der plötzliche Ausbruch von zügelloser Gewalt auf den Wiener Straßen bedeutet allerdings nicht, dass es unter Österreichern oder Wienern einen radikaleren Antisemitismus gab als unter Deutschen. Vielmehr lag die Ursache in der spezifischen österreichischen Geschichte zwischen 1933 und 1938. Die fünf Jahre lange Verbotszeit der NSDAP und die Lagerhaft vieler NS-Funktionäre hatten unter den österreichischen Nazis Hassausbrüche geschürt, die mitunter zu persönlichen Abrechnungen im März 1938 führten. In der Verbotszeit konnten sich außerdem Personen mit Verbindungen in die Unterwelt besonders gut entwickeln, illegale Aktivitäten lagen vor allem einem härteren Typus von Menschen. Die plötzliche Eruption der Gewalt hing auch mit der überstürzten Entwicklung während des „Anschlusses“ zusammen. Die österreichischen Nationalsozialisten wussten am Freitag, den 11. März 1938, noch nicht, dass sie am Sonntag im Besitz der absoluten Macht sein würden.